# Rorippa beckii
Rorippa beckii är en korsblommig växtart som beskrevs av Al-shehbaz. Rorippa beckii ingår i släktet fränen, och familjen korsblommiga växter. Inga underarter finns listade i Catalogue of Life.